# Caloris Montes
Les Caloris Montes (littéralement en français : Montagnes de la chaleur) sont une chaîne de montagnes située sur Mercure dans le quadrangle de Shakespeare. Ce relief a été nommé en référence au point de chaleur le plus élevé de la planète, qui a été mesuré à proximité. Elle fait partie des plus grands monts de Mercure.